# 水野村
水野村（みずのむら）は、かつて愛知県東春日井郡にあった村である。
現在の瀬戸市の西部に該当する。
丘陵地帯であったが、瀬戸市に編入後大規模な開発が進み、住宅団地となっている。

## 沿革
- 鎌倉時代から戦国時代には、尾張国山田郡「水野郷」として文献に名を残す[注釈 1][1]。
- 天正年間には、上水野郷・中水野郷・下水野郷となった[1]。
- 江戸時代には、尾張国春日井郡の尾張藩領水野代官所支配の上水野村・中水野村[注釈 2]・下水野村となる[2]。
- 1880年（明治13年）2月5日 - 春日井郡が東春日井郡と西春日井郡に分割され、この地域は東春日井郡となる[3]。
- 1889年（明治22年）10月1日 - 町村制施行の際、上水野村・中水野村・下水野村が合併し、水野村となる[4]。
- 1951年（昭和26年）5月3日 - 瀬戸市に編入される[5]。

## 交通機関
村内に鉄道路線はなし。
瀬戸市編入後、愛知環状鉄道線中水野駅が旧・水野村域に開業している。

## 教育
- 愛知県立瀬戸高等学校
- 水野村組合立南山中学校（現・瀬戸市立南山中学校）
- 水野村立水野小学校（現・瀬戸市立水野小学校）
- 水野村立南小学校（現・瀬戸市立水南小学校）